# يوليوس فون مول
يوليوس فون مول (بالألمانية: Julius Mohl)‏ (1800 - 1876 م) هو مستشرق ألماني ، تجنس بالفرنسية.
ينتمي لأسرة ألمانية اشتهرت بالعلم، حيث كان والده، فردينند بنيامين (1766 – 1845 م) مستشاراً للدولة في مقاطعة ڤورتمبورج في غرب ألمانيا. وخلف ورائه أربعة أولاد، أولهم روبرت فون مول (1799 - 1875 م) وله مؤلفات عديدة في العلوم السياسية والقانون الدستوري. وثانيهم هو يوليوس، وثالثهم مورتس فون مول (1802 – 1888 م) و كان عالم اقتصاد وورابعهم، هوجو فون مول (1805 – 1872 م) و كان عالم نبات في جامعة توبنجن.
أما يوليوس، فقد سافر إلى باريس لتعلم اللغات الشرقية، وأخذها على يد سيلڤستر دي ساسي و رموزا Rémusat. كما ترأس الجمعية الآسيوية الفرنسية.

## آثاره
أهم آثاره هو نشره لنص «الشاهنامه» للفردوسي في ست مجلدات (باريس، 1838 – 1866 م) وقد نشر باربييه دي مينار مجلداً سابعاً في 1878 م. ثم ترجم «الشاهنامه» إلى الفرنسية، في ست مجلدات من الحجم الصغير in-12، 1876 م. وعنوان النشرة بالفرنسية:
Le livre des rois par Abu'l Kassim Firdousi, publie, traduit et commente par Jules Mohl. Paris, 1838 – 1878.
وزود هذه الترجمة بمقدمات وتعليقات وفيرة.